# Ordenación Mundial de Mujeres
Ordenación Mundial de Mujeres es una red ecuménica de grupos cuya misión principal es permitir la admisión de mujeres católicas a todos los ministerios ordenados. La red «Mujeres Ordenadas» incluye organizaciones de Australia, Bangladés, Canadá, Francia, Alemania, Gran Bretaña, Irlanda, Japón, Malta, Polonia, Europa Occidental y Estados Unidos.

## Liderazgo y opiniones
La red está dirigida por un comité directivo de representantes de todos los grupos miembros. Se basa en fuentes bíblicas y teológicas para defender la participación de las mujeres en el sacerdocio católico.

## Historia
La red fue fundada en 1996 en Austria durante el primer sínodo de mujeres europeas. En 2001, hermanos en Cristo de Irlanda (ahora fusionada con We Are Church Ireland) organizó la primera conferencia internacional de la red en Dublín. La segunda conferencia internacional de WOW se llevó a cabo en Ottawa, Canadá, en julio de 2005. Los oradores de la conferencia de Ottawa incluyeron a Elisabeth Schussler Fiorenza y Rosemary Radford Ruether. El tercero fue patrocinado por la Women's Ordination Conference con sede en Estados Unidos en Filadelfia, Pensilvania, en septiembre de 2015. La conferencia de 2015 tuvo lugar antes de la primera visita del Papa Francisco a los EE. UU.

## Controversia
Los sacerdotes católicos han sido sancionados por su participación en la red. Dos días después de aparecer en la conferencia de Filadelfia, Precious Blood Fr. A Jack McClure se le dijo que ya no podía celebrar misa en la parroquia Most Holy Redeemer en San Francisco. Roy Bourgeois, fundador de SOA Watch, fue despedido de los Maryknoll Padres y Hermanos por su apoyo a la ordenación de mujeres y ha participado en acciones de la red.